# Jugurtha (strip)
Jugurtha is een stripreeks met Jean-Luc Vernal als schrijver en als tekenaars Hermann Huppen, Franz Drappier en Michel Suro.Alle albums zijn geschreven door Vernal. 

## Publicatiegeschiedenis
In de reeks verschenen in totaal 16 delen waarvan de eerste twee delen door Hermann zijn getekend en het laatste deel door Suro, alle tussenliggende delen zijn van de hand van Franz. De serie werd voorgepubliceerd in het weekblad kuifje, al vanaf 1967. Het eerste album verscheen in 1977. In 2019 werd de reeks opnieuw, ditmaal integraal (met uitzondering van deel 16), uitgegeven door uitgeverij Lombard.

## Thema's
In de eerste twee verhalen, getekend door Hermann, volgt Vernal trouw de geschiedenis zoals deze ons is overgeleverd door historici uit de Oudheid. Het verhaal van de Kabylische prins zou maar twee albums duren, maar het succes was zo groot dat Vernal een vervolg moest verzinnen voor dit historische personage.  Met Franz als nieuwe tekenaar evolueert het verhaal van een verwende koningszoon geleidelijk naar een avonturier die steeds opkomt voor de zwakkeren in de maatschappij. De wat statische geschiedenislessen werden definitief ingeruild voor een avonturenverhaal pur sang. Met de komst van Vania introduceerde Vernal het vrouwelijk element in de reeks en ging de relatie tussen haar en Jugurtha een steeds grotere rol spelen, waarmee de reeks een blauwdruk lijkt te zijn voor Thorgal, een historische fantasyreeks die eind jaren zeventig voor het eerst verscheen. 
In 1986 werd de stripreeks op een laag pitje gezet en verscheen er daarna nog een deel van de hand van tekenaar Franz. Deze wijdde zich voortaan aan andere reeksen waarvan Lotusbloem in zekere zin een voortzetting is van Jugurtha. In Lotusbloem lijkt hoofdpersoon Timok qua uiterlijk sterk op Jugurtha en is eveneens een vaardige strijder. Zijn tegenspeelster Yu Lien is van Chinese afkomst, maar lijkt in doen en laten sterk op Vania.  Beide stripreeksen vinden plaats in een historische setting, waarbij Lotusbloem haar avonturen beleeft in het Chinese rijk en zich richt op thema's die verband houden met de Chinese cultuur en geschiedenis. Thema's die in Jugurtha prominent aanwezig zijn in de albums zes tot en met negen. 
In Jugurtha en ook in Lotusbloem speelt de relatie tussen de hoofdpersonen een belangrijke rol in de verhalen, evenals hun interactie bij de gebeurtenissen die op hun pad komen.

## Inhoud
De reeks is vaag geïnspireerd door het leven van de historische figuur Jugurtha. De eerste twee albums zijn een relaas van de oorlog van  Jugurtha tegen zijn neef Adherbal van Numidië en uiteindelijk zijn opstand tegen Romeinse Rijk. 
Vanaf het derde album neemt het plot een fictieve wending, alhoewel dit album nog een gedeeltelijk historisch feit bevat: namelijk de (vermeende) dood van Jugurtha in de Romeinse kerkers. Jugurtha vlucht naar een mythisch eiland in de oceaan en ontmoet Vania, een jonge vrouw die een steeds grotere rol in de serie gaat spelen. Zij wordt zijn vriendin en gaande de serie ontpopt Jugurtha zich tot een reizende avonturier die met Vania door de toenmalige bekende wereld trekt. Samen belanden zij in Klein Azië waar Jugurtha meevecht in de oorlog van Mithridates tegen de Romeinen. Hier wordt Vania gevangengenomen door Scythische nomaden en meegenomen naar het oosten. Jugurtha volgt haar en bereikt het Chinese rijk waar hij er in slaagt om haar te bevrijden. Na hun hereniging zakken zij af naar het zuiden en verlaten China. 
In het negende deel proberen Jugurtha en Vania terug te keren naar het eiland in de oceaan, maar dwalen zij af en stranden op de kust van Afrika. De avonturen die zij beleven in de hierna volgende delen spelen zich allemaal af in Centraal-Afrika. In  deel vijftien zwarte steen, het laatste deel dat door Franz werd getekend, verandert het karakter van het verhaal, doordat schrijver Vernal sciencefiction elementen toegevoegd aan het verhaal. In het zestiende en laatste deel uit de reeks, dat getekend werd door Suro, krijgt het sciencefiction element een nog prominentere rol en daarmee wijkt dit deel af bij de rest van de reeks. Om die reden is dit deel ook niet opgenomen in de integrale uitgave.

## Albums
| Nummer | Titel                        | Uitgever(s)                        | Tekenaar       | Verschenen |
| ------ | ---------------------------- | ---------------------------------- | -------------- | ---------- |
| 1      | De prins van Numidië         | Uitgeverij Helmond, Le Lombard     | Hermann Huppen | 1977       |
| 2      | De Keltiberische helm        | Uitgeverij Helmond, Le Lombard     | Hermann Huppen | 1977       |
| 3      | De nacht van de schorpioenen | Uitgeverij Helmond, Le Lombard     | Franz Drappier | 1978       |
| 4      | Het eiland van de opstanding | Le Lombard                         | Franz Drappier | 1979       |
| 5      | De oorlog van de 7 heuvels   | Le Lombard                         | Franz Drappier | 1979       |
| 6      | De steppewolven              | Le Lombard                         | Franz Drappier | 1980       |
| 7      | De chinese muur              | Le Lombard                         | Franz Drappier | 1980       |
| 8      | De rode prins                | Le Lombard                         | Franz Drappier | 1981       |
| 9      | De grote tovenaarszebra      | Le Lombard                         | Franz Drappier | 1982       |
| 10     | Makoenda                     | Le Lombard                         | Franz Drappier | 1982       |
| 11     | Het vuur der herinneringen   | Le Lombard                         | Franz Drappier | 1983       |
| 12     | De gladiatoren van Marsia    | Le Lombard                         | Franz Drappier | 1984       |
| 13     | De grote voorvader           | Le Lombard                         | Franz Drappier | 1985       |
| 14     | De maanbergen                | Le Lombard                         | Franz Drappier | 1986       |
| 15     | De zwarte steen              | Le Lombard                         | Franz Drappier | 1991       |
| 16     | De sombere woede             | Editions Soleil, Uitgeverij Talent | Michel Suro    | 1995       |